# Mikael Nyqvist

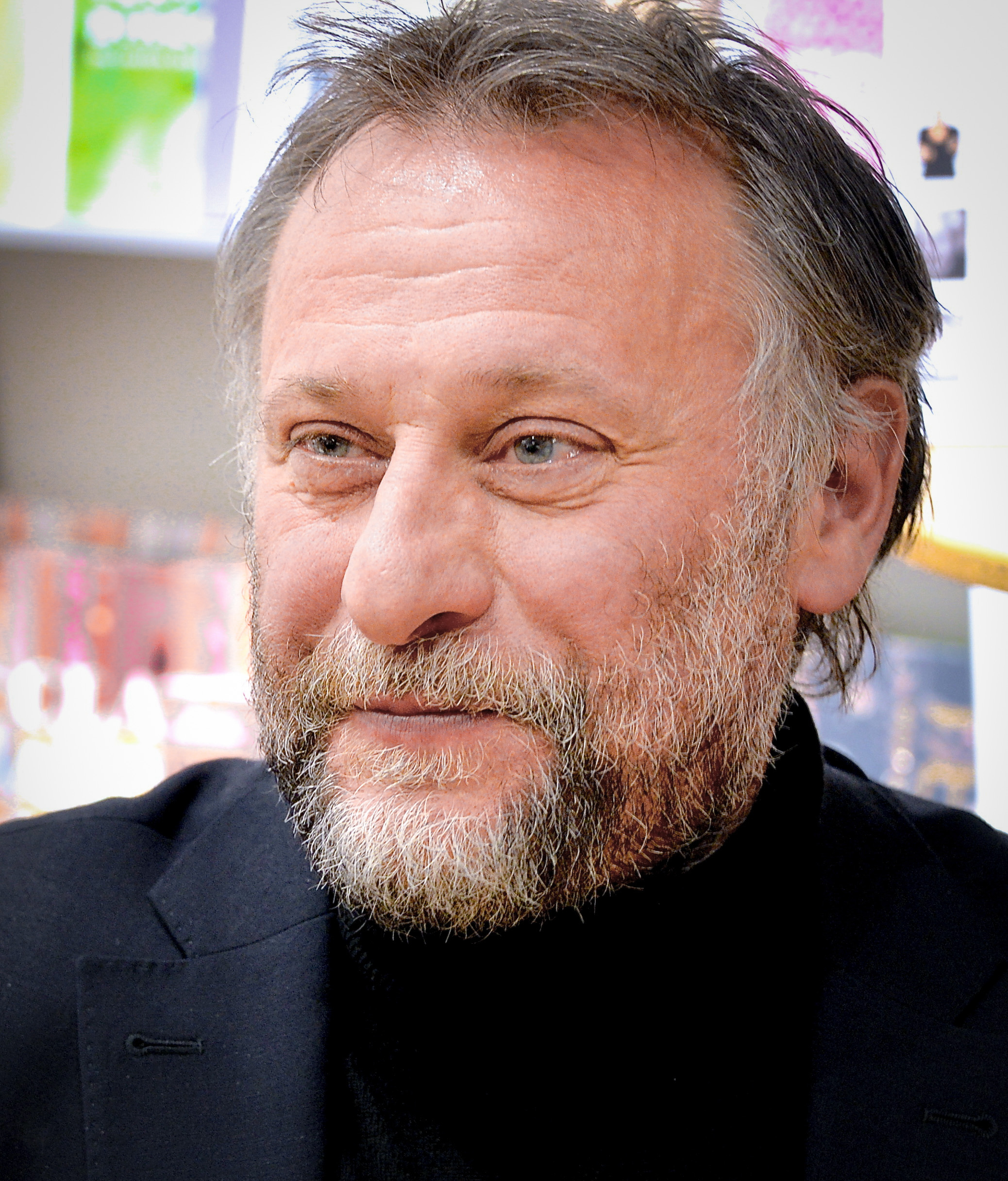
Mikael Nyqvist (2013)

Rolf Åke Mikael Nyqvist [ˈmikaɛl ˈnʏˌkvist] (auch Michael Nyqvist; * 8. November 1960 in Stockholm; † 27. Juni 2017 ebenda) war ein schwedischer Film- und Theaterschauspieler.

## Leben
Mikael Nyqvist wuchs bei schwedischen Adoptiveltern auf, die ihn als Säugling aus einem Waisenhaus aufgenommen hatten. Nach der Geburt seines ersten Kindes beschloss er, seine biologischen Eltern zu suchen, die er nach langer Zeit auch fand. Seine Kindheit und die Suche nach seinen leiblichen Eltern beschrieb Nyqvist in seiner Autobiografie Just after dreaming (auf Schwedisch: När barnet lagt sig).
Im Alter von 17 Jahren verbrachte Nyqvist ein Austauschjahr am College von Omaha (Nebraska) in den Vereinigten Staaten. Dort machte er erste Erfahrungen mit der Schauspielerei, indem er mehrere kleine Rollen spielte, unter anderem in Arthur Millers Tod eines Handlungsreisenden. Nach seiner Rückkehr nach Schweden nahm Nyqvist ein Jahr lang Ballettunterricht. Mit 19 Jahren wurde er an der Swedish Academic School of Drama angenommen.

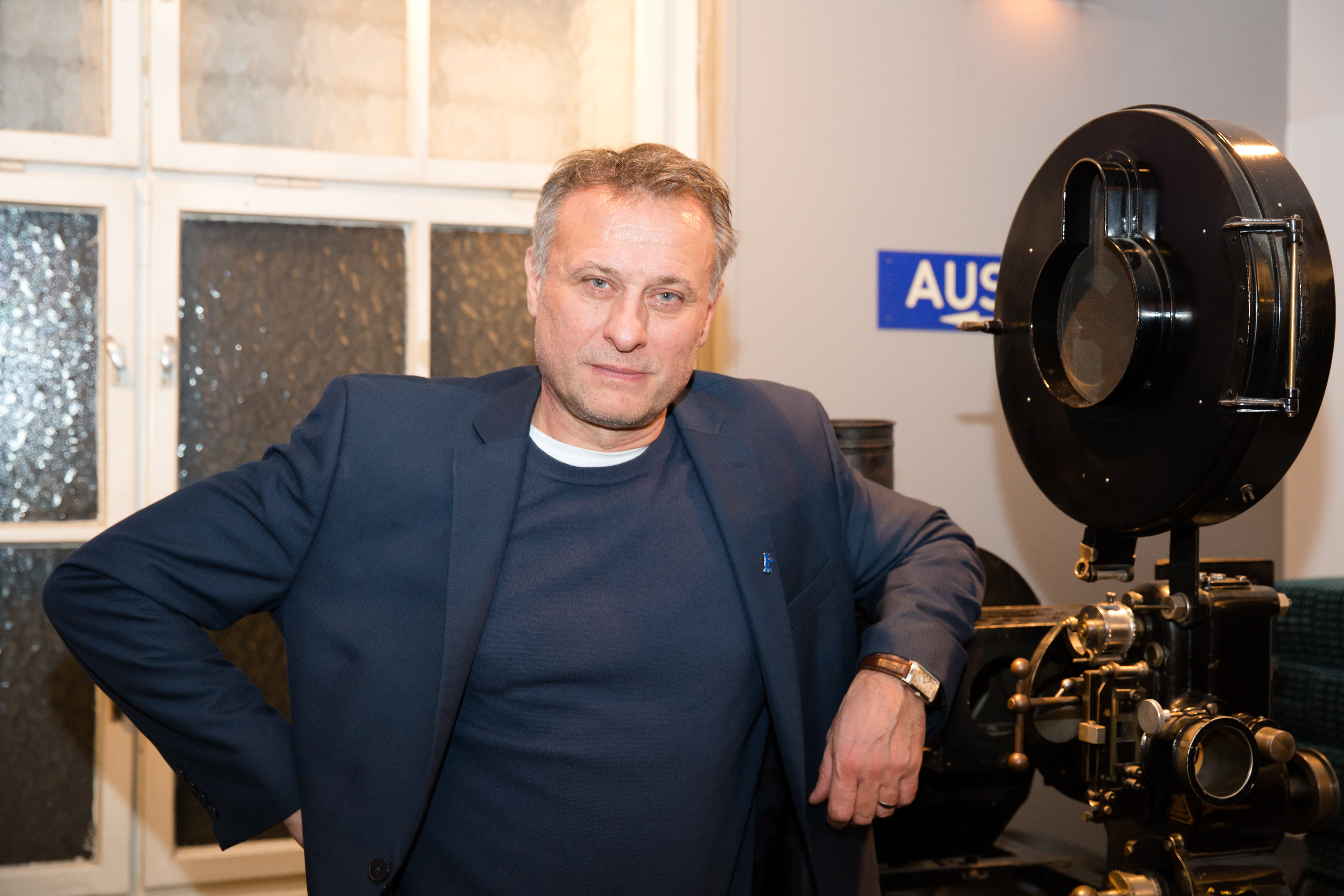
Mikael Nyqvist (Österreichpremiere von Colonia Dignidad – Es gibt kein Zurück, 2016)

Nachdem Nyqvist seine Schauspielausbildung abgeschlossen hatte, spielte er hauptsächlich am Theater und kleinere Rollen in verschiedenen Filmproduktionen. Als er z. B. in der Fernsehverfilmung von Lars Noréns Personenkreis 3.1 auf sich aufmerksam gemacht hatte, spielte er in einer Reihe von Kinoproduktionen mit, darunter in Der Weg nach draußen von 1999, Lukas Moodyssons Zusammen! von 2000 und der Mankell-Verfilmung Die fünfte Frau (2002). 2002 wurde er für die Rolle des Bauern Benny Söderström in Der Typ vom Grab nebenan mit dem Guldbagge-Preis ausgezeichnet.
Einem größeren Publikum wurde er 2004 durch den Film Wie im Himmel von Kay Pollak bekannt sowie 2009 durch die Darstellung des Journalisten Mikael Blomkvist in den Verfilmungen der Bücher von Stieg Larsson, Verblendung, Verdammnis und Vergebung. 2010 spielte er in der ARD/ORF-Koproduktion Kennedys Hirn (nach einem Roman von Henning Mankell) an der Seite von Iris Berben, Heino Ferch, Hans-Michael Rehberg und Karl Markovics. Im Jahr 2011 verkörperte Nyqvist den Gegenspieler von Tom Cruise in Mission: Impossible 4. Im März 2012 wurde er für eine Rolle in der Thriller-Serie Zero Hour besetzt.
Seine deutsche Synchronstimme war meistens Michael Lott.
Nyqvist war verheiratet und hatte zwei Kinder. Im Juni 2017 starb Nyqvist im Alter von 56 Jahren an einer Lungenkrebserkrankung. Posthum erschienen noch mehrere Produktionen mit ihm, zuletzt im Jahr 2019 Ein verborgenes Leben von Terrence Malick.

## Filmografie (Auswahl)
- 1998: Kommissar Beck: Der Lockvogel (Beck I)
- 1998: Kommissar Beck: Heißer Schnee (Vita nätter)
- 1998: Kommissar Beck: Auge um Auge (Öga för Öga)
- 1998: Kommissar Beck: Die Todesfalle (Money man)
- 1998: Kommissar Beck: Todesengel (Spår i mörker)
- 1999: Der Weg nach draußen (Vägen ut)
- 2000: Zusammen! (Tillsammans)
- 2001: Home Sweet Home (Hem ljuva hem)
- 2002: Die fünfte Frau (Den 5:e kvinnan)
- 2002: Zwei kleine Helden (Bäst i Sverige!)
- 2003: Der Typ vom Grab nebenan (Grabben i graven bredvid)
- 2003: Slim Susie (Smala Sussie)
- 2003: Details (Detaljer)
- 2004: Day and Night (Dag och natt)
- 2004: Wie im Himmel (Så som i himmelen)
- 2005: Die beste Mutter (Äideistä parhain)
- 2005: Mankells Wallander: Der unsichtbare Gegner (Mastermind)
- 2006: Underbara älskade
- 2007: Schwarze Nelke (Svarta nejlikan)
- 2007: Arn – Der Kreuzritter (Arn – Tempelriddaren)
- 2008: Downloading Nancy
- 2009: Verblendung (Män som hatar kvinnor)
- 2009: Verdammnis (Flickan som lekte med elden)
- 2009: Vergebung (Luftslottet som sprängdes)
- 2010: Unter die Haut – Gefährliche Begierde (Kvinden der drømte om en mand)
- 2010: Kennedys Hirn
- 2011: Der Chinese
- 2011: Mission: Impossible – Phantom Protokoll (Mission: Impossible – Ghost Protocol)
- 2011: Atemlos – Gefährliche Wahrheit (Abduction)
- 2012: Disconnect
- 2013: Zero Hour (Zero Hour, Fernsehserie, 13 Folgen)
- 2013: Europa Report
- 2014: Sehnsucht nach Paris (La ritournelle)
- 2014: John Wick
- 2015: 100 Code (Fernsehserie, zwölf Episoden)
- 2015: Colonia Dignidad – Es gibt kein Zurück (Colonia)
- 2015: The Girl in the Book
- 2015: The Girl King
- 2016: Den allvarsamma leken
- 2016: Hacked – Kein Leben ist sicher (I.T.)
- 2017: Madiba (Miniserie, sechs Folgen)
- 2017: Du forsvinder
- 2018: Hunter Killer
- 2018: Kursk
- 2019: Ein verborgenes Leben (A Hidden Life)

## Publikationen
- Gefallen aus allen Wolken. (Autobiografie, orig. När barnet lagt sig) Plöttner Verlag, Leipzig 2014, ISBN 978-3-95537-140-1.